# Championnats d'Amérique du Nord, d'Amérique centrale et des Caraïbes d'athlétisme 2015
Navigation
Édition précédente Édition suivante
La 2e édition des championnats d'Amérique du Nord, d'Amérique centrale et des Caraïbes d'athlétisme, organisée par la NACAC, a lieu du 7 au 9 août 2015 au stade national de San José, au Costa Rica. La seule autre édition de l'histoire de ces championnats s'est tenue en 2007, également en Amérique centrale, au Salvador.
Afin de ne pas rentrer en concurrence avec la 25e édition des championnats d'Amérique centrale et des Caraïbes, ceux-ci sont retardés à 2016.
Les vainqueurs des épreuves individuelles obtiennent une qualification pour les championnats du monde organisés deux semaines plus tard à Pékin.
Le perchiste salvadorien Natán Rivera remporte la finale du saut à la perche en surclassant 5 autres concurrents, ayant tous échoué a franchir leur première barre, parmi lesquels se trouve l'ancien champion du monde américain Brad Walker. Il fut donc le seul classé d'un concours comportant 6 athlètes.

## Résultats

### Hommes
| Épreuves | Or                                                                                      | Argent                                                                         | Bronze                                                                            |
| --- | --------------------------------------------------------------------------------------- | ------------------------------------------------------------------------------ | --------------------------------------------------------------------------------- |
| 100 m (-0,1 m/s) | Remontay McClain 10 s 09                                                                | Ramon Gittens 10 s 11                                                          | Levi Cadogan 10 s 13                                                              |
| 200 m (+1,8 m/s) | Rasheed Dwyer 20 s 12 CR                                                                | Yancarlos Martínez 20 s 28                                                     | Antoine Adams 20 s 47                                                             |
| 400 m | Lalonde Gordon 44 s 89                                                                  | Nery Brenes 45 s 22                                                            | Ricardo Chambers 45 s 37                                                          |
| 800 m | Ryan Martin 1 min 45 s 79 CR                                                            | Clayton Murphy 1 min 46 s 38                                                   | Jamaal James 1 min 47 s 07                                                        |
| 1 500 m | Andrew Wheating 3 min 45 s 08 CR                                                        | Daniel Winn 3 min 45 s 43                                                      | Daniel Gorman 3 min 46 s 73                                                       |
| 5 000 m | Lopez Lomong 13 min 57 s 53 CR                                                          | José Esparza 14 min 03 s 81                                                    | Fabián Guerrero 14 min 06 s 64                                                    |
| 110 m haies (v. f. + 1,5 m/s) | Mikel Thomas 13 s 23 CR                                                                 | Jhoanis Portilla 13 s 30                                                       | Eddie Lovett 13 s 31                                                              |
| 400 m haies | Javier Culson 48 s 70 CR                                                                | José Gaspar 49 s 67                                                            | Trevor Brown 49 s 88                                                              |
| 3 000 m steeple | Andrew Bayer 8 min 44 s 88                                                              | Stanley Kebenei 8 min 52 s 82                                                  | Christopher Dulhanty 9 min 01 s 44                                                |
| 4 × 100 m | Jamaïque Mario Forsythe Jason Livermore Oshane Bailey Sheldon Mitchell 38 s 07 CR       | États-Unis Trell Kimmons Harry Adams Beejay Lee Remontay McClain 38 s 45       | Barbade Levi Cadogan Ramon Gittens Nicholas Deshong Burkheart Ellis 38 s 55 NR    |
| 4 × 400 m | États-Unis Clayton Parros Calvin Smith Jr. Marcus Chambers James Harris 3 min 0 s 07 CR | Bahamas LaToy Williams Alonzo Russell Wesley Neymour Ramon Miller 3 min 0 s 53 | Cuba William Collazo Adrián Chacon Osmaidel Pellicier Yoandys Lescay 3 min 1 s 22 |
| Saut en hauteur | JaCorian Duffield 2,25 m CR                                                             | Trevor Barry 2,20 m                                                            | Ryan Ingraham 2,20 m                                                              |
| Saut à la perche | Natán Rivera 4,70 m                                                                     | pas d'autre athlète classé                                                     | -                                                                                 |
| Saut en longueur | Cameron Burrell 8,06 m (-0,4 m/s) CR                                                    | Kamal Fuller 7,90 m (+2,4 m/s)                                                 | Ifeanye Otuonye 7,71 m (+1,1 m/s)                                                 |
| Triple saut | Yordanis Durañona 16,98 m (+1,4 m/s) CR                                                 | Josh Honeycutt 16,57 m (+2,2 m/s)                                              | Leevan Sands 16,53 m (+0,2 m/s)                                                   |
| Lancer du poids | Jonathan Jones 20,54 m CR                                                               | Darrell Hill 19,67 m                                                           | Raymond Brown 19,28 m                                                             |
| Lancer du disque | Russ Winger 60,68 m CR                                                                  | Andrew Evans 59,32 m                                                           | Quincy Wilson 56,82 m                                                             |
| Lancer du marteau | Roberto Janet 72,72 m CR                                                                | Colin Dunbar 71,74 m                                                           | Diego del Real 70,83 m                                                            |
| Lancer du javelot | Riley Dolezal 79,30 m CR                                                                | Guillermo Martínez 78,15 m                                                     | Albert Reynolds 77,71 m                                                           |
| Records et Performances - AR : Record continental (area record) - CR : Record des championnats (championship record) - MR : Record du meeting (meet record) - NR : Record national (national record) - OR : Record olympique (olympic record) - PR : Record paralympique (paralympic record) - PB : Record personnel (personal best) - SB : Meilleure performance personnelle de la saison (season's best) - WL : Meilleure performance mondiale de l'année (world leader) - WJR : Record du monde junior (world junior record) - WR : Record du monde (world record) Circonstances et Conditions - DNF : N'a pas terminé (did not finish) - DNS : N'a pas pris le départ (did not start) - DQ : Disqualification (disqualification) - NM : Aucun essai valable enregistré (No Mark) - Q : Qualifié « directement » au prochain tour (ou à la prochaine compétition), lors d'une compétition majeure, grâce au classement ou à la réalisation des minima (automatic qualifier) - q : Qualifié au prochain tour (ou à la prochaine compétition), lors d'une compétition majeure, grâce au repêchage ou à la réalisation de l'une des meilleures performances parmi celles des « non qualifiés directement » (grâce au meilleur temps ou à la meilleure distance par exemple) (secondary qualifier) |                                                                                         |                                                                                |                                                                                   |

### Femmes
| Épreuves | Or                                                                                            | Argent                                                                                       | Bronze                                                                              |
| --- | --------------------------------------------------------------------------------------------- | -------------------------------------------------------------------------------------------- | ----------------------------------------------------------------------------------- |
| 100 m (-0,1 m/s) | Barbara Pierre 11 s 12                                                                        | Charonda Williams 11 s 21                                                                    | Michelle-Lee Ahye 11 s 22                                                           |
| 200 m (+1,3 m/s) | Kyra Jefferson 22 s 50 CR                                                                     | Semoy Hackett 22 s 51                                                                        | Dezerea Bryant 22 s 58                                                              |
| 400 m | Courtney Okolo 51 s 57                                                                        | Kala Funderburk 52 s 22                                                                      | Bobby-Gaye Wilkins-Gooden 52 s 45                                                   |
| 800 m | Chanelle Price 2 min 00 s 48 CR                                                               | Gabriela Medina 2 min 02 s 13                                                                | Kimarra McDonald 2 min 02 s 14                                                      |
| 1 500 m | Rachel Schneider 4 min 14 s 78 CR                                                             | Shelby Houlihan 4 min 16 s 61                                                                | Cristina Guevara 4 min 24 s 75                                                      |
| 5 000 m | Kellyn Taylor 16 min 24 s 86 CR                                                               | Rosa Del Toro 17 min 51 s 74                                                                 | Gabriela Traña 18 min 41 s 98                                                       |
| 100 m haies (+4,1 m/s) | Lolo Jones 12 s 62                                                                            | Tenaya Jones 12 s 68                                                                         | Kierre Beckles 12 s 88                                                              |
| 400 m haies | Tiffany Williams 54 s 35 CR                                                                   | Sparkle McKnight 55 s 41                                                                     | Zurian Hechavarria 55 s 97                                                          |
| 3 000 m steeple | Ashley Higginson 9 min 56 s 75 CR                                                             | Shalaya Kipp 10 min 03 s 91                                                                  | Anacristina Narvaez 10 min 16 s 25                                                  |
| 4 × 100 m | États-Unis Barbara Pierre LaKeisha Lawson Dezerea Bryant Kyra Jefferson 42 s 24 CR            | Porto Rico Beatriz Cruz Celiangeli Morales Genoiska Cancel Carol Rodríguez 43 s 51           | Trinité-et-Tobago Kamaria Durant Reyare Thomas Lisa Wickham Peli Alzola 44 s 24     |
| 4 × 400 m | États-Unis Kala Funderburk Charonda Williams Tiffany Williams Courtney Okolo 3 min 25 s 39 CR | Jamaïque Sonikqua Walker Verone Chambers Jonique Day Bobby-Gaye Wilkins-Gooden 3 min 28 s 65 | Bahamas Lanece Clarke Christine Amertil Katrina Seymour Adanaca Brown 3 min 31 s 80 |
| Saut en hauteur | Levern Spencer 1,91 m CR                                                                      | Priscilla Frederick 1,88 m                                                                   | Deandra Daniel 1,85 m                                                               |
| Saut à la perche | Kristen Hixson 4,50 m CR                                                                      | Kelsie Ahbe 4,40 m                                                                           | Katie Nageotte 4,30 m                                                               |
| Saut en longueur | Quanesha Burks 6,93 m (+2,0 m/s) CR                                                           | Chantel Malone 6,69 m (0,0 m/s)                                                              | Sha'Keela Saunders 6,57 m (+1,7 m/s)                                                |
| Triple saut | Shanieka Thomas 14,23 m (+1,3 m/s) CR                                                         | Ana José Tima 14,21 m (+3,3 m/s)                                                             | Lynnika Pitts 14,02 m (+4,2 m/s)                                                    |
| Lancer du poids | Jillian Camarena-Williams 18,62 m CR                                                          | Jeneva Stevens 17,61 m                                                                       | Yaniuvis López 16,76 m                                                              |
| Lancer du disque | Summer Pierson 56,64 m                                                                        | Jaleesa Williams 37,06 m                                                                     | Alma Guitierrez 36,67 m                                                             |
| Lancer du marteau | Amber Campbell 72,41 m CR                                                                     | Deanna Price 71,27 m                                                                         | Yirisleydi Ford 69,91 m                                                             |
| Lancer du javelot | Kara Winger 60,34 m CR                                                                        | Yulenmis Aguilar 56,79 m                                                                     | Hannah Carson 50,34 m                                                               |
| Records et Performances - AR : Record continental (area record) - CR : Record des championnats (championship record) - MR : Record du meeting (meet record) - NR : Record national (national record) - OR : Record olympique (olympic record) - PR : Record paralympique (paralympic record) - PB : Record personnel (personal best) - SB : Meilleure performance personnelle de la saison (season's best) - WL : Meilleure performance mondiale de l'année (world leader) - WJR : Record du monde junior (world junior record) - WR : Record du monde (world record) Circonstances et Conditions - DNF : N'a pas terminé (did not finish) - DNS : N'a pas pris le départ (did not start) - DQ : Disqualification (disqualification) - NM : Aucun essai valable enregistré (No Mark) - Q : Qualifié « directement » au prochain tour (ou à la prochaine compétition), lors d'une compétition majeure, grâce au classement ou à la réalisation des minima (automatic qualifier) - q : Qualifié au prochain tour (ou à la prochaine compétition), lors d'une compétition majeure, grâce au repêchage ou à la réalisation de l'une des meilleures performances parmi celles des « non qualifiés directement » (grâce au meilleur temps ou à la meilleure distance par exemple) (secondary qualifier) |                                                                                               |                                                                                              |                                                                                     |

## Tableau des médailles
- Pays organisateur (Costa Rica)

| Rang  | Nation                      | Or | Argent | Bronze | Total |
| ----- | --------------------------- | -- | ------ | ------ | ----- |
| 1     | États-Unis                  | 28 | 15     | 6      | 49    |
| 2     | Jamaïque                    | 3  | 2      | 4      | 9     |
| 3     | Trinité-et-Tobago           | 2  | 3      | 5      | 10    |
| 4     | Cuba                        | 1  | 4      | 4      | 9     |
| 5     | Salvador                    | 1  | 1      | 0      | 2     |
| 5     | Porto Rico                  | 1  | 1      | 0      | 2     |
| 7     | Sainte-Lucie                | 1  | 0      | 1      | 2     |
| 8     | Dominique                   | 1  | 0      | 0      | 1     |
| 9     | Mexique                     | 0  | 2      | 4      | 6     |
| 10    | Bahamas                     | 0  | 2      | 3      | 5     |
| 11    | République dominicaine      | 0  | 2      | 0      | 2     |
| 12    | Barbade                     | 0  | 1      | 3      | 4     |
| 13    | Canada                      | 0  | 1      | 2      | 3     |
| 14    | Costa Rica                  | 0  | 1      | 1      | 2     |
| 15    | Îles Vierges britanniques   | 0  | 1      | 0      | 1     |
| 15    | Antigua-et-Barbuda          | 0  | 1      | 0      | 1     |
| 17    | Honduras                    | 0  | 0      | 1      | 1     |
| 17    | Saint-Christophe-et-Niévès  | 0  | 0      | 1      | 1     |
| 17    | Îles Vierges des États-Unis | 0  | 0      | 1      | 1     |
| 17    | Îles Turques-et-Caïques     | 0  | 0      | 1      | 1     |
| Total | Total                       | 38 | 37     | 37     | 112   |